# Grube Ludwigshoffnung
Die Grube Ludwigshoffnung ist eine ehemalige Braunkohlegrube des Bensberger Erzreviers in Bergisch Gladbach. Das Gelände gehört zum Stadtteil Gronau.

## Geschichte
Die erste Mutung stammt vom 24. Oktober 1848 durch den Grubensteiger Gottlieb Schmidt aus Bensberg. Erneute Mutungen folgten in den Jahren 1850 und 1851. Am 13. November 1858 erhielt Schmidt die Verleihung des Grubenfeldes Ludwigshoffnung auf Braunkohle. Fortgesetzt wurden seit dieser Zeit Fristungen beantragt, die am 31. Dezember 1862 bewilligt wurden.

## Betrieb
Über Betriebstätigkeiten liegen keine Informationen vor.

## Lage und Relikte
Das Grubenfeld Ludwigshoffnung erstreckte sich hauptsächlich in der Umgebung des Gronauer Friedhofes.  